# Europese kampioenschappen judo 1981 (mannen)
De Europese kampioenschappen judo 1981 werden van 14 tot en met 17 mei 1981 gehouden in Debrecen, Hongarije. 

## Resultaten
| Gewichtsklasse | Goud                | Zilver               | Brons                                         |
| -------------- | ------------------- | -------------------- | --------------------------------------------- |
| – 60 kg        | Andrzej Dziemianiuk | Ferenc Szabó         | Pavel Petřikov Eric Maurel                    |
| – 65 kg        | Constantin Niculae  | Thierry Rey          | Sergio Cardell Josef Reiter                   |
| – 71 kg        | Karl-Heinz Lehmann  | Sándor Nagysolymosi  | Iliyan Nedkov Simion Toplicean                |
| – 78 kg        | Georgi Petrow       | Roman Novotny        | Sjota Chabareli Andrzej Sadej                 |
| – 86 kg        | David Bodaveli      | Bernard Tchoullouyan | János Gyáni Wolfgang Frank                    |
| – 95 kg        | Roger Vachon        | Tengiz Khubuluri     | Robert Van de Walle Ulf Rettig                |
| + 95 kg        | Grigory Verichev    | Dimitar Zapryanov    | Laurent Del Colombo Alexander von der Groeben |
| Open           | Wojciech Reszko     | Willy Wilhelm        | András Ozsvár Arthur Schnabel                 |

## Medailleklassement
| Plaats | Land                           | Goud | Zilver | Brons | Totaal |
| 1      | Sovjet-Unie                    | 2    | 1      | 1     | 4      |
| 2      | Polen                          | 2    | –      | 1     | 3      |
| 3      | Frankrijk                      | 1    | 2      | 2     | 5      |
| 4      | Roemenië                       | 1    | 1      | 1     | 3      |
| 4      | Bulgarije                      | 1    | 1      | 1     | 3      |
| 6      | Duitse Democratische Republiek | 1    | –      | 1     | 2      |
| 7      | Hongarije                      | –    | 1      | 2     | 3      |
| 8      | Tsjecho-Slowakije              | –    | 1      | 1     | 2      |
| 9      | Nederland                      | –    | 1      | –     | 1      |
| 10     | Bondsrepubliek Duitsland       | –    | –      | 3     | 3      |
| 11     | Spanje                         | –    | –      | 1     | 1      |
| 11     | Oostenrijk                     | –    | –      | 1     | 1      |
| 11     | België                         | –    | –      | 1     | 1      |
|        | Totaal                         | 8    | 8      | 16    | 32     |